# 菅野将晃
菅野 将晃（かんの まさあき、1960年8月15日 - ）は、神奈川県出身の元サッカー選手、サッカー指導者。
息子は元サッカー選手でサッカー指導者の菅野将太。

## 経歴

### 選手時代
神奈川県立旭高等学校卒業後、古河電気工業入社。
現役時代は古河電工サッカー部、ジェフユナイテッド市原、当時ジャパンフットボールリーグ所属の京都パープルサンガを最後に現役引退。

### 指導者時代

#### Jリーグ
現役引退後の1995年から京都パープルサンガのユースチームコーチに就任、1998年からはトップチームコーチ兼サテライト監督、1999年からはジュニアユースの監督を務めた。この間、1997年にJFA公認S級コーチライセンス研修を受講し合格している。
2001年からは水戸ホーリーホックのヘッドコーチとなっていたが、7月に小林寛監督がゼネラルマネージャーに転身したのに伴い監督に昇格、2002年まで務めた。
2003年、大宮アルディージャの監督を務めたものの、成績不振で10月に解任された。
2004年、浦和レッドダイヤモンズユースチームの監督に就任した。
2005年からは湘南ベルマーレのコーチに就任。2006年6月8日には上田栄治監督の辞任に伴い、監督に昇格。2007年、2008年と続けてJ1昇格争いを繰り広げたが、それぞれ6位、5位と昇格を逃し、責任を取る形で2008年限りで退任した。

#### 東京電力女子サッカー部マリーゼ
2009年からは福島県楢葉町・広野町を本拠地とするなでしこリーグ所属の東京電力女子サッカー部マリーゼ監督に就任した。リーグ戦での2年連続3位をはじめ、好成績を挙げたが、2011年の東日本大震災によってチームが休部となった。当時、菅野は「震災後、１カ月は何もする気が起きなかった」状態だったという。同年7月にドイツで行われた2011 FIFA女子ワールドカップで優勝したサッカー日本女子代表のメンバーには、マリーゼで指導した鮫島彩と丸山桂里奈がいた。

#### ノジマステラ神奈川相模原
2012年、ノジマが立ち上げた「ノジマステラ神奈川」の初代監督兼GMに就任。活動初年度には神奈川県3部リーグ優勝、皇后杯本選出場（最終的には3回戦進出）、さらにプレナスチャレンジリーグ参入決定戦を2連勝し、2013年からのチャレンジリーグ昇格を勝ち取った。
2015年シーズンはなでしこリーグ2部で2位となり、スペランツァFC大阪高槻との1、2部入れ替え戦に挑んだが、2戦合計2-2ながらアウェーゴール数で下回り、1部昇格を逃した。
2016年シーズン、なでしこリーグ2部で優勝を果たし、チームを1部昇格に導いた。
2018年シーズンまでノジマステラを率いて退任。
2019年シーズンから山梨県に発足する女子サッカーチームFCふじざくらに初代監督として就任。

## 所属クラブ
- 1979年 - 1993年 古河電工/ジェフユナイテッド市原
- 1994年 京都パープルサンガ

## 個人成績
| 国内大会個人成績 | 国内大会個人成績 | 国内大会個人成績 | 国内大会個人成績 | 国内大会個人成績 | 国内大会個人成績 | 国内大会個人成績 | 国内大会個人成績 | 国内大会個人成績 | 国内大会個人成績 | 国内大会個人成績 | 国内大会個人成績 |
| 年度             | クラブ           | 背番号           | リーグ           | リーグ戦         | リーグ戦         | リーグ杯         | リーグ杯         | オープン杯       | オープン杯       | 期間通算         | 期間通算         |
| 年度             | クラブ           | 背番号           | リーグ           | 出場             | 得点             | 出場             | 得点             | 出場             | 得点             | 出場             | 得点             |
| 日本             | 日本             | 日本             | 日本             | リーグ戦         | リーグ戦         | JSL杯/ナビスコ杯 | JSL杯/ナビスコ杯 | 天皇杯           | 天皇杯           | 期間通算         | 期間通算         |
| ---------------- | ---------------- | ---------------- | ---------------- | ---------------- | ---------------- | ---------------- | ---------------- | ---------------- | ---------------- | ---------------- | ---------------- |
| 1979             | 古河             | 28               | JSL1部           | 11               | 1                | 0                | 0                | 3                | 1                | 14               | 2                |
| 1980             | 古河             | 17               | JSL1部           | 8                | 0                | 2                | 0                | 2                | 1                | 12               | 1                |
| 1981             | 古河             | 17               | JSL1部           | 15               | 1                | 3                | 1                | 2                | 1                | 20               | 3                |
| 1982             | 古河             | 17               | JSL1部           | 10               | 1                | 3                | 1                | 3                | 2                | 16               | 4                |
| 1983             | 古河             | 17               | JSL1部           | 16               | 2                | 1                | 0                | 1                | 1                | 18               | 3                |
| 1984             | 古河             | 12               | JSL1部           | 15               | 5                | 0                | 0                | 2                | 1                | 17               | 6                |
| 1985             | 古河             | 12               | JSL1部           | 16               | 4                | 2                | 2                | 2                | 3                | 20               | 9                |
| 1986-87          | 古河             | 12               | JSL1部           | 16               | 1                | 5                | 1                | ※                | ※                | 21               | 2                |
| 1987-88          | 古河             | 12               | JSL1部           | 20               | 5                | 2                | 1                | 4                | 4                | 26               | 10               |
| 1988-89          | 古河             | 12               | JSL1部           | 19               | 6                | 1                | 0                | 2                | 0                | 22               | 6                |
| 1989-90          | 古河             | 12               | JSL1部           | 21               | 3                | 2                | 0                | 0                | 0                | 23               | 3                |
| 1990-91          | 古河             | 12               | JSL1部           | 22               | 4                | 5                | 1                |                  | 1                |                  | 6                |
| 1991-92          | JR古河           | 12               | JSL1部           | 21               | 2                | 1                | 0                |                  | 0                |                  | 2                |
| 1992             | 市原             | -                | J                | -                | -                | 7                | 0                | 3                | 0                | 10               | 0                |
| 1993             | 市原             | -                | J                | 2                | 0                | 1                | 0                | 0                | 0                | 3                | 0                |
| 1994             | 京都             | 12               | 旧JFL            | 8                | 1                | 0                | 0                | 0                | 0                | 8                | 1                |
| 通算             | 日本             | 日本             | J                | 2                | 0                | 8                | 0                | 3                | 0                | 13               | 0                |
| 通算             | 日本             | 日本             | JSL1部           | 210              | 35               | 27               | 7                |                  | 15               |                  | 57               |
| 通算             | 日本             | 日本             | 旧JFL            | 8                | 1                | 0                | 0                | 0                | 0                | 8                | 1                |
| 総通算           | 総通算           | 総通算           | 総通算           | 220              | 36               | 35               | 7                |                  | 15               |                  | 58               |

※1986年度の天皇杯は、古河電工がアジアクラブ選手権1986-87出場のため辞退
その他の公式戦
- 1990年
  - コニカカップ 5試合1得点
- 1991年
  - コニカカップ 5試合0得点

## 指導歴
- 1995年 - 1997年 京都パープルサンガ：ユースコーチ
- 1998年 京都パープルサンガ：コーチ兼サテライト監督
- 1999年 京都パープルサンガ：ジュニアユース監督
- 2000年 京都パープルサンガ：育成統括・ジュニアユース監督
- 2001年1月 - 2001年7月 水戸ホーリーホック：ヘッドコーチ
- 2001年7月 - 2002年 水戸ホーリーホック：監督
- 2003年 - 2003年10月 大宮アルディージャ：監督
- 2004年1月 - 2004年8月 浦和レッドダイヤモンズ：ユース監督
- 2005年 - 2006年6月 湘南ベルマーレ：コーチ
- 2006年6月 - 2008年 湘南ベルマーレ：監督
- 2009年 - 2011年 東京電力女子サッカー部マリーゼ：監督
- 2012年 - 2018年 ノジマステラ神奈川相模原：監督・ＧＭ
- 2019年 - FCふじざくら:監督

## 監督成績
| 年度 | 所属        | クラブ   | リーグ戦 | リーグ戦 | リーグ戦 | リーグ戦 | リーグ戦 | リーグ戦 | カップ戦              | カップ戦      |
| 年度 | 所属        | クラブ   | 順位     | 試合     | 勝点     | 勝利     | 引分     | 敗戦     | ナビスコ杯/なでしこ杯 | 天皇杯/皇后杯 |
| ---- | ----------- | -------- | -------- | -------- | -------- | -------- | -------- | -------- | --------------------- | ------------- |
| 2001 | J2          | 水戸     | 11位     | 24       | 22       | 7        | 1        | 16       | -                     | 3回戦         |
| 2002 | J2          | 水戸     | 10位     | 44       | 40       | 11       | 7        | 26       | -                     | 3回戦         |
| 2003 | J2          | 大宮     | -        | 38       | 39       | 14       | 7        | 17       | -                     | -             |
| 2006 | J2          | 湘南     | 11位     | 29       | 27       | 7        | 6        | 16       | -                     | 4回戦         |
| 2007 | J2          | 湘南     | 6位      | 48       | 77       | 23       | 8        | 17       | -                     | 4回戦         |
| 2008 | J2          | 湘南     | 5位      | 42       | 65       | 19       | 8        | 15       | -                     | 3回戦         |
| 2009 | なでしこ1部 | マリーゼ | 3位      | 21       | 38       | 12       | 2        | 7        | -                     | 準決勝        |

- 2001年は21節から。
- 2003年は38節まで。
- 2006年は20節から。